# Aleksandar Sarić
Aleksandar Sarić (En serbio: Aлeкcaндар Сарић; Belgrado, RFS Yugoslavia; 27 de enero de 1974) es un entrenador de arqueros serbio y un futbolista retirado. Actualmente es el entrenador de arqueros del Chicago Fire de la Major League Soccer.
Como jugador se desempeñaba en la posición de portero, jugó en el profesionalismo durante 18 años hasta su retiro en el FK Čukarički Belgrado el 2011.

## Trayectoria

### Como futbolista
En 18 años de carrera, Sarić jugó para clubes de Serbia, Alemania, Portugal, Israel, Rumanía, Austria y Eslovaquia.

#### Selección nacional
Ha representado a la selección de la RF de Yugoslavia sub-21 entre 1994 y 1995.

### Como entrenador
Se retiró como futbolista en el 2010 a la edad de 37 años, desde entonces ha trabajado como entrenador de arqueros en diferentes clubes y en las divisiones juveniles de la selección de Serbia, dese la sub-15 a la sub-20, con esta última ganó la Copa Mundial sub-20 de 2015 en Nueva Zelanda.

## Clubes

### Como jugador
| Club                        | País       | Año         |
| --------------------------- | ---------- | ----------- |
| Fudbalski klub Beograd      | Serbia     | 1993 - 1995 |
| FK Obilić                   | Serbia     | 1995 - 1996 |
| FC Carl Zeiss Jena          | Alemania   | 1996 - 1997 |
| Clube de Futebol União      | Portugal   | 1997 - 1999 |
| Hapoel Jerusalem FC         | Israel     | 1999 - 2000 |
| Maccabi Petah-Tikvah F.C.   | Israel     | 2000 - 2001 |
| FK Železnik                 | Serbia     | 2001 - 2002 |
| FC Politehnica Timișoara    | Rumania    | 2003        |
| SC Austria Lustenau         | Austria    | 2003 - 2004 |
| Yurdumspor Köln             | Alemania   | 2004 - 2005 |
| Varzim Sport Club           | Portugal   | 2005 - 2006 |
| SC-ESV Parndorf 1919        | Austria    | 2006 - 2007 |
| SK Austria Kärnten          | Austria    | 2007 - 2008 |
| FC DAC 1904 Dunajská Streda | Eslovaquia | 2008 - 2009 |
| FK Čukarički                | Serbia     | 2009 - 2011 |